# Fred Ingaldson
Fred Einer Ingaldson (Pontiac, 2 settembre 1932 – Winnipeg, 8 agosto 2011) è stato un cestista canadese.

## Carriera
Nato a Pontiac (Michigan), si trasferì ben presto in Canada a Winnipeg dove iniziò a giocare a pallacanestro. Dal 1948 al 1952 giocò per la squadra della Isaac Newton High School, e dopo il diploma militò nei Bobcats di Montana State University.
Terminati gli studi, scelse di tornare a Winnipeg; in seguito giocò con i St. Vital Bulldogs, i Tillsonburg Livingston e i St. Andrew's Super Saints.
Con il Canada disputò il Torneo Pre-Olimpico FIBA 1960, senza riuscire a centrare la qualificazione per i Giochi di Roma 1960. Partecipò invece ai Giochi di Tokyo 1964, in cui la squadra si classificò al 14º posto. Fu convocato anche per i Giochi panamericani 1967.